# Casa Ramon Matalonga
La Casa Ramon Matalonga és un edifici del centre de Terrassa (Vallès Occidental), situat al carrer de Topete, protegit com a bé cultural d'interès local.

## Descripció

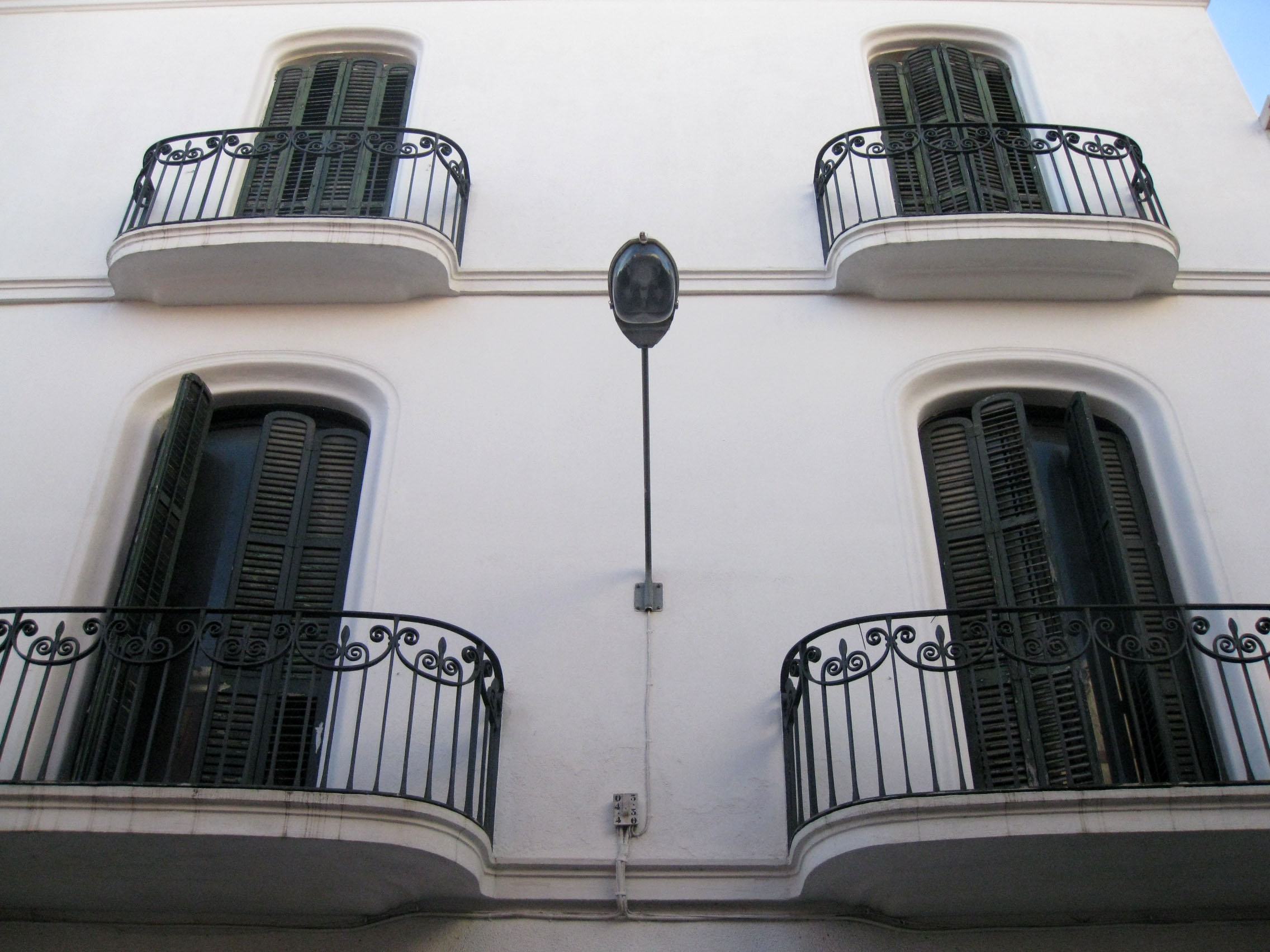
Detall de la façana

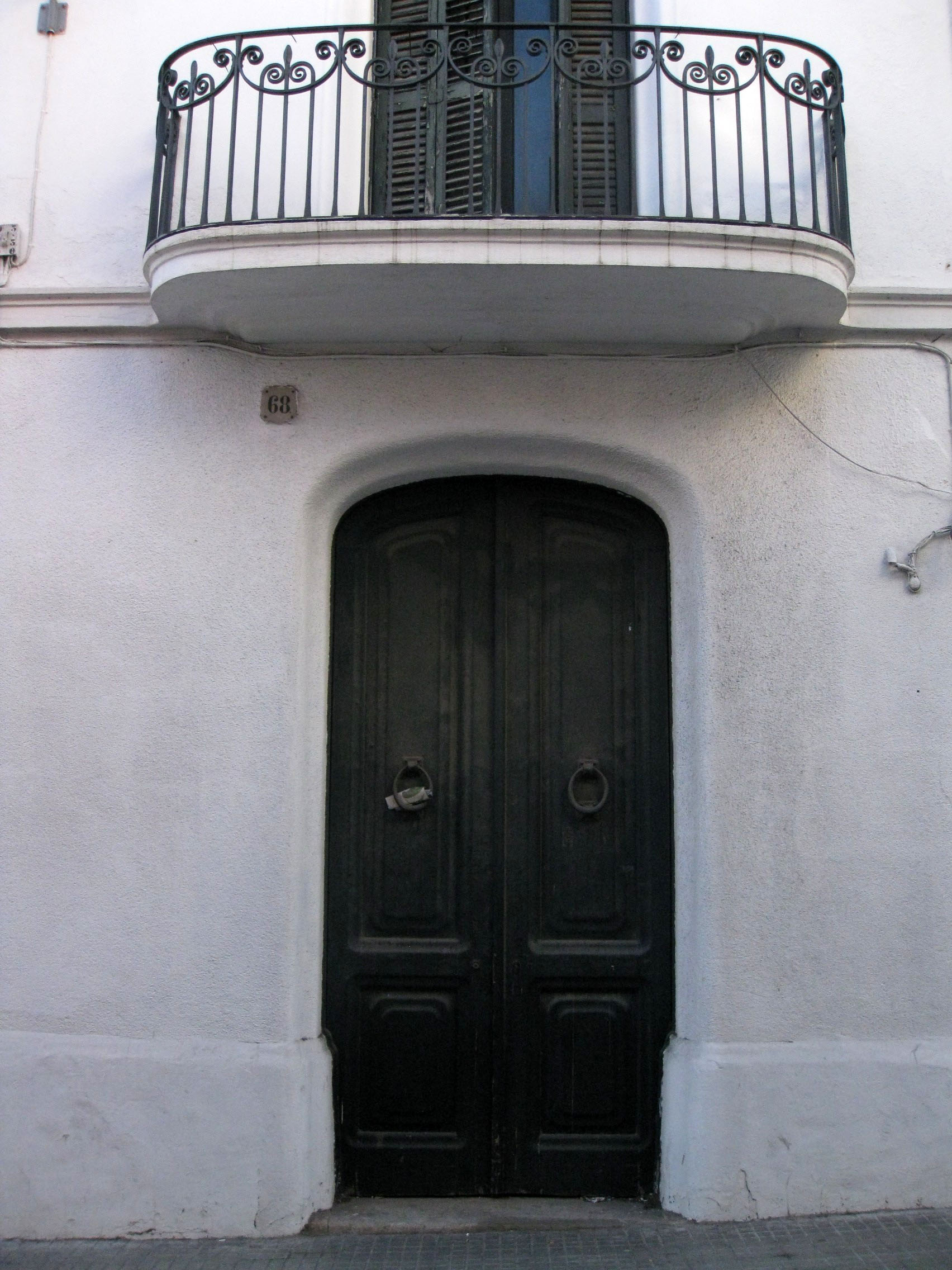
Portal d'entrada

És un habitatge unifamiliar de grans proporcions, amb una mitgera per un costat i jardí per l'altre, separat del carrer per un mur de tanca. Consta de planta baixa i tres pisos, separats clarament per línies d'imposta que engloben els balcons del primer i segon pis. Les obertures són en arc rebaixat, de perfil arrodonit, solució molt usual en l'arquitecte Lluís Muncunill, que en aquest edifici aplica tots els recursos constructius i estètics propis del final de la segona dècada del segle xx. Les baranes dels balcons estan corbades pels extrems i són de ferro. La part posterior té un altre cos formant també una torre, de solucions semblants a l'anterior, i rematat per una barana. A la planta baixa les parets són arrebossades i estucades.
En són molt destacables els interiors, la fusteria, els arrambadors ceràmics i els treballs de forja.